# Детский Черкизовский парк
Де́тский Черки́зовский па́рк — исторический парк на востоке Москвы, расположенный в районе Преображенское. Общая площадь составляет не менее 8,9 Га (по другим данным — более 14 Га). Парковый комплекс включает в себя расположенные в непосредственной близости Черкизовский (Архиерейский) пруд и расположенный на его берегу Храм Ильи Пророка в Черкизове.

## История
Название парка происходит от названия бывшего села Черкизово-Подмосковное — одного из нескольких селений, пожалованных при крещении и поступлении на службу к великому князю Дмитрию Ивановичу Донскому выходцу из Золотой Орды царевичу Серкизу (Черкизу). При этом по крайней мере четыре различных селения получили название Черкизово, их часто смешивают. С конца XIV века и до 1764 года пруд вместе с селом принадлежал Чудову монастырю и был местом отдыха его архиереев и московских митрополитов. Позднее здесь располагалась так называемая архиерейская (митрополичья) дача. В частности, по этой причине Черкизовский пруд часто называли Архиерейским. В селе Черкизово-Подмосковное на 1870 год насчитывалось 36 дворов, 14 лавок, 7 питейных домов, 4 трактира. Официальной датой рождения Черкизовского парка считается 1895 год, когда сосновый бор, занимающий значительную территорию села, был расчищен, а в нем проложены пешеходные дорожки. После вхождения села Черкизово в состав Москвы в 1917 году место продолжало оставаться рекреацией для местных жителей, а в 30-х годах XX века здесь был разбит регулярный сад. На этой же территории в 1936 году «был создан Детский Черкизовский Парк для работы с детьми и подростками».

## Пруд
Расположенный в непосредственной близости от парковой территории Черкизовский пруд неофициально считается одним из старых рукотворных водоемов Москвы: местные крестьяне запрудили реку Сосенку примерно в XIV веке. Пруд имеет вытянутую неправильную форму. Его протяженность составляет около 800 метров, ширина — около 50 метров. Водоем редко очищался, что привело к его крайне неудовлетворительному состоянию и внешнему виду. Серьезную реабилитацию пруда провели в 2008 году: полностью очистили дно и отделали камнем береговую линию. Также в 2008 году между берегами пруда началось возведение пешеходного моста необычный конструкции. Из-за проблем с подрядчиком, работы были завершены только в 2014 году. Сейчас мост соединяет набережную Шитова с Детским Черкизовским парком.

## Реконструкция
Известно, что благоустройство парка и капитальная реконструкция прилегающего к нему Дома творчества проводились в 2002 году. Именно тогда было построено поле для регби с искусственным покрытием площадью около 5 тысячи квадратных метров и приведена в порядок большая детская площадка. Следующее более масштабное обновление парка планировалось провести в 2006 году, но планы остались на стадии проекта. Большое комплексное благоустройство парковой территории состоялось только в 2019 году. Оно было связано с крайне плохим состоянием парковой инфраструктуры и прошло в рамках реализации программы мэра Москвы «Мой район». Концепция благоустройства была разработана с учетом пожеланий местных жителей. Руководство города особо подчеркивало, что реконструкция не нанесет ущерба флоре и фауне парковой зоны. В ходе работ в парке были обустроены три новые детские площадки, обновлена дорожно-тропиночная сеть, модернизировано освещение, проложена велодорожка длиной 1 км в восточной части парка.
В парке был организован кластер экстремальных видов спорта — построены скейт-парк и памп-трек общей площадью 3,6 тыс. квадратных метров. Также появились уличные тренажеры, столы для игры в пинг-понг, павильоны проката и раздевалки, велопарковки. На регбийном поле было обновлено покрытие, установлены новые ворота, а также трибуны для зрителей и судей.
Находящийся у западных границ парка Дворец творчества детей и молодежи «Преображенский» был капитально отремонтирован, а прилегающая к нему площадь дополнена амфитеатром на 850 мест. Места для сидения в амфитеатре обшили панелями из лиственницы, а площадь перед ним выложили контрастной плиткой. Также в парке установили 6 новых деревянных беседок ручной работы и провели дополнительное озеленение (высадили 200 деревьев и около 3 тысяч кустарников).
Строительные работы стартовали в конце марта 2019 года. Первоначально их планировалось завершить в июле того же года. В итоге обновленный Детский Черкизовский парк открылся только 2 сентября 2019 года.